# Top Hunter: Roddy & Cathy
Top Hunter: Roddy & Cathy (トップハンター ～ロディー&キャシー～?, Toppu Hantā: Rodī & Kyashī) è un videogioco arcade sviluppato e pubblicato nel 1994 da SNK per il loro Neo Geo. Incluso nella raccolta SNK Arcade Classics Vol. 1 per PlayStation 2 e PlayStation Portable, il titolo è stato distribuito su Wii tramite Virtual Console. Fa parte della serie The 100 Mega Shock, composta dai titoli per tale scheda hardware che superavano i 100 megabit.

## Trama
I migliori cacciatori di taglie della galassia, Roddy e Cathy, vengono inviati a fermare una colonia di pirati galattici chiamati Klapton, che minacciano e saccheggiano il cosmo. Quattro membri di alto rango dei Klapton hanno preso il controllo di quattro pianeti elementali. Sono previste grandi ricompense per la cattura di Sly, Misty, Mr. Bigman e il Dr. Burn. I migliori cacciatori combattono contro le loro forze e distruggono le macchine da guerra dei comandanti, ma riescono tutti a fuggire. Nell'Ultima Caccia, Roddy e Cathy dovranno combattere a bordo della nave madre del Capitano Klapton, sconfiggere di nuovo i quattro comandanti e occuparsi del capitano una volta per tutte.

## Modalità di gioco
Considerato il precursore di Metal Slug, Top Hunter: Roddy & Cathy presenta anche elementi di Bionic Commando e Gunstar Heroes. Il primo giocatore controlla Roddy mentre il secondo Cathy, il cui loro obiettivo è esplorare i quattro livelli (suddivisi in due sottolivelli) ambientati in quattro pianeti: Foresta, Ghiaccio, Vento e Fuoco. A seconda di un livello scelto per primo, la disposizione di quel livello cambierà. Ad esempio, se il giocatore sceglie il mondo del Ghiaccio prima del mondo della Foresta, la disposizione iniziale del mondo della Foresta sarà diversa. Dopo averli completati, il giocatore accede al quinto e ultimo livello, il più lungo di tutto il titolo, dove dovrà affrontare nuovamente i quattro boss e combattere contro l'antagonista principale, il Capitano Klapton.
Entrambi i protagonisti possono saltare, colpire i nemici con pugni, allungare gli arti per afferrarli o tirare catene, ed eseguire una varietà di mosse speciali con i movimenti del joystick, in modo simile alla maggior parte dei picchiaduro. Il giocatore può anche far loro lanciare oggetti, usare armi da fuoco o dirottare grandi camminatori bipedi durante i livelli. Come nella serie di Fatal Fury, il gioco presenta un sistema di salto tra i piani: il percorso di livello è diviso in due corsie tra lo sfondo e il primo piano, tra cui il giocatore può saltare in qualsiasi momento per attaccare i nemici o evitare trappole. I due campi non sono sempre alla stessa altitudine e uno di essi potrebbe essere bloccato in determinati punti.
Solo nei livelli Foresta, Vento e Ghiaccio si possono trovare nascosti dei varchi che conducono a dei bonus round, ove Roddy o Cathy è sopra a uno skateboard e deve raccogliere quante più sfere possibili, evitando le palle chiodate fluttuanti.

## Accoglienza
In Nord America, la rivista RePlay ha riferito che Top Hunter: Roddy & Cathy era il sedicesimo gioco arcade più popolare all'epoca. Il titolo ha ricevuto un'accoglienza generalmente positiva dalla critica fin dalla sua uscita nelle sale giochi e su altre piattaforme.
Famitsū ha assegnato alla versione Neo Geo AES un punteggio di 24 su 40. I quattro recensori di Electronic Gaming Monthly gli hanno dato una media di 7 su 10. Due di essi hanno criticato il fatto che "la difficoltà, anche al livello più alto, è ancora troppo facile", consentendo ai giocatori di completare il gioco molto rapidamente, rendendolo quindi un gioco poco conveniente dato l'alto prezzo delle cartucce Neo Geo. Tuttavia, il quartetto ha ritenuto che il gioco fosse molto divertente per la sua breve durata grazie alle sue numerose tecniche, alla grafica eccezionale, ai boss bizzarri, alla musica orchestrale e alla possibilità di muoversi tra il primo piano e lo sfondo. Superjuegos, nella sua 31a edizione, ha assegnato un punteggio di 91 su un massimo di 100, evidenziando il lavoro grafico in particolare con i boss di livello e i due aerei che il gioco presenta.